# شباب كتالونيا الجمهوري
شباب كتالونيا الجمهوري هو حزب سياسي يساري، وهو أيضًا جناح الشباب من اليسار الجمهوري لكتالونيا، وهو حزب كتالوني مؤيد للاستقلال. حتى أبريل 2018 كان تيعرف باسم الحزب الجمهوري الشاب اليساري في كتالونيا.
وفقًا لإعلانهم للمبادئ فإن هدفه هو «الوصول إلى مجتمع ديمقراطي، خالٍ من أي اضطهاد اجتماعي أو قومي داخل أرض متوازنة بيئيًا، من خلال توعية وتعبئة شباب البلدان الكتالونية». وهم يدعمون استقلال كتالونيا. وهو حاليًا أكبر منظمة شبابية في كتالونيا، ويضم أكثر من 1400 عضو.
أحد أنشطتهم السنوية الرئيسية هو مهرجان الموسيقى السياسية، الذي يستقطب الآلاف من الشباب الكتالوني كل عام. على مدى السنوات العشر الماضية، تم عقده في مدينة مون بلان بجنوب كتالونيا.
المتحدث الحالي باسمهم هو كينيا دومينيك التي خدمت فترة ولايته الأولى في المنصب بعد أن أصبحت أول امرأة تقوم بذلك.